# Homoeomma espinozai
Espèce
Homoeomma espinozai est une espèce d'araignées mygalomorphes de la famille des Theraphosidae.

## Distribution
Cette espèce est endémique de la région d'Araucanie au Chili,. Elle se rencontre vers Angol.

## Description
Le mâle holotype mesure 15,8 mm.

## Systématique et taxinomie
Cette espèce a été décrite par Montenegro et Aguilera en 2024.

## Étymologie
Cette espèce est nommée en l'honneur de Francisco Espinoza. 

## Publication originale
- Montenegro & Aguilera, 2024 : « Revisión taxonómica del género Homoeomma Ausserer, 1871 (Araneae; Theraphosidae) en Chile, con descripción de cuatro nuevas especies. » Revista Ibérica de Aracnología, vol. 44, p. 85-96.